# Entre deux (album)
Pour les articles homonymes, voir Entre deux.
Albums de Patrick Bruel
Rien ne s'efface...
(2001) Entre deux à l’Olympia
(2003)
Singles
1. Mon amant de Saint-Jean
Sortie : 21 août 2002
2. La Complainte de la Butte
Sortie : 2002
3. Ménilmontant
Sortie : 2002

Entre deux est le 5e album et le 1er double album studio de Patrick Bruel, sorti le 3 juin 2002. L'album est réalisé par David François Moreau, Régis Ceccarelli et Fabrice Moreau.
Il reprend de nombreux grands succès des années 1930 à 1950, avec un accompagnement quelque peu remis au goût du jour, dont la chanson sous forme de valse musette Mon amant de Saint-Jean, qui fut un grand succès de Patrick Bruel ayant contribué à son retour sur le devant de la scène.

## Liste de titres
| 1.  | Mon amant de Saint-Jean                                                      | Léon Agel                                        | Émile Carrara                  | 3:22 |
| 2.  | Ménilmontant (duo avec Charles Aznavour)                                     | Charles Trenet                                   | Charles Trenet                 | 3:39 |
| 3.  | Ah ! Si vous connaissiez ma poule                                            | Albert Willemetz et René Toché                   | Charles Borel-Clerc            | 3:07 |
| 4.  | Paris je t'aime d'amour (Paris, Stay the Same)                               | Clifford Grey (en), Jacques Battaille-Henri (fr) | Victor Schertzinger            | 2:51 |
| 5.  | Que reste-t-il de nos amours ? (duo avec Laurent Voulzy)                     | Charles Trenet                                   | Charles Trenet et Léo Chauliac | 3:45 |
| 6.  | Vous qui passez sans me voir                                                 | Charles Trenet                                   | Johnny Hess et Paul Misraki    | 2:51 |
| 7.  | Comme de bien entendu (duo avec Renaud)                                      | Jean Boyer                                       | Georges van Parys              | 4:35 |
| 8.  | Où sont tous mes amants ? (trio avec Sandrine Kiberlain et Emmanuelle Béart) | Maurice Vandair                                  | Charlys                        | 3:52 |
| 9.  | J'suis dans la dèche                                                         | Raymond Asso et Michel Lukine                    | Léo Poll                       | 3:45 |
| 10. | Quand on se promène au bord de l'eau (duo avec Jean-Louis Aubert)            | Julien Duvivier                                  | Maurice Yvain                  | 3:24 |
| 11. | Le Temps des cerises (duo avec Jean-Jacques Goldman)                         | Jean Baptiste Clément                            | Antoine Renard                 | 2:57 |
| 12. | Qu'est-ce qu'on attend pour être heureux ? (duo avec Johnny Hallyday)        | André Hornez                                     | Paul Misraki                   | 3:07 |

| 1.  | À Paris dans chaque faubourg (duo avec Danielle Darrieux)           | René Clair                                                    | Maurice Jaubert                | 2:53 |
| 2.  | La Java bleue                                                       | Géo Koger et Noël Renard                                      | Vincent Scotto                 | 2:49 |
| 3.  | La Complainte de la Butte (duo avec Francis Cabrel)                 | Jean Renoir                                                   | Georges van Parys              | 3:17 |
| 4.  | Le premier rendez-vous                                              | Louis Poterat                                                 | René Sylviano                  | 3:30 |
| 5.  | Tout le jour, toute la nuit (Night and Day) (duo avec Kahimi Karie) | Cole Porter (en), Louis Hennevé (fr)                          | Cole Porter                    | 3:26 |
| 6.  | J'ai ta main (duo avec Zazie)                                       | Charles Trenet                                                | Charles Trenet                 | 2:42 |
| 7.  | Ramona (en)                                                         | L. Wolfe Gilbert (en), Saint-Granier et Albert Willemetz (fr) | Mabel Wayne (en)               | 3:15 |
| 8.  | Celui qui s'en va (duo avec Alain Souchon)                          | Charles de Richter                                            | Tiarko Richepin                | 3:28 |
| 9.  | On n'a pas tous les jours 20 ans                                    | Charles-Louis Pothier                                         | Léon Raiter                    | 3:01 |
| 10. | La Romance de Paris                                                 | Charles Trenet                                                | Charles Trenet et Léo Chauliac | 3:16 |
| 11. | Parlez-moi d'amour                                                  | Jean Lenoir                                                   | Jean Lenoir                    | 3:55 |
| 12. | À contretemps                                                       | Marie-Florence Gros et David François Moreau                  | Patrick Bruel                  | 3:10 |

## Musiciens
- Arrangements cordes, cuivres : David François Moreau
- Cordes dirigées par : Jean-Yves D'Angelo (sauf - disque 1 : 6,7 disque 2 : 5,6 - David François Moreau)
- Régis Ceccarelli : batterie, synthétiseur, vibraphone
- Laurent Vernerey : basse, contrebasse
- Jean-Yves D'Angelo : piano, harmonium
- Jean-Michel Kajdan : guitare
- Hervé Braud : guitares
- Julien Chirol : trombone
- Frédéric Couderc : Saxophone baryton, clarinette
- David François Moreau : melodica, cloches tube, piano bastringue
- Fabrice Moreau : batterie
- F. Marie Brieux : violon solo
- Philippe Noharet : contrebasse solo

## Réception commerciale
L'album est, avec plus de 2 millions d'exemplaires vendus, le 7e album le plus vendu de tous les temps en France et l'album le plus vendu du chanteur, juste devant Alors regarde.